# Raphaëlle Monod
Raphaëlle Monod, po mężu Sjoström (ur. 18 stycznia 1969 w Annecy) – francuska narciarka, specjalistka narciarstwa dowolnego. Jej największym sukcesem jest złoty medal w jeździe po muldach wywalczony na mistrzostwach świata w Oberjoch. Ponadto zdobyła srebrny medal w tej samej konkurencji na mistrzostwach świata w La Clusaz. Zajęła także drugie miejsce w jeździe po muldach na igrzyskach olimpijskich w Calgary, jednakże nie otrzymała medalu, bowiem narciarstwo dowolne było wtedy tylko sportem pokazowym. Poza tym startem jej najlepszym wynikiem olimpijskim jest 4. miejsce w jeździe po muldach na igrzyskach w Lillehammer.
Najlepsze wyniki w Pucharze Świata osiągnęła w sezonie 1988/1989, kiedy to zajęła 5. miejsce w klasyfikacji generalnej, a w klasyfikacji jazdy po muldach wywalczyła małą kryształową kulę. W klasyfikacji jazdy po muldach zwyciężała także w sezonach 1986/1987 i 1992/1993, a w sezonach 1989/1990 i 1991/1992 była trzecia.
W 1995 r. zakończyła karierę.

## Osiągnięcia

### Igrzyska olimpijskie
| Miejsce | Dzień     | Rok  | Miejscowość | Konkurencja      | Zwycięzca            |
| ------- | --------- | ---- | ----------- | ---------------- | -------------------- |
| 8.      | 13 lutego | 1992 | Albertville | jazda po muldach | Donna Weinbrecht     |
| 4.      | 12 lutego | 1994 | Lillehammer | jazda po muldach | Stine Lise Hattestad |

### Mistrzostwa świata
| Miejsce | Dzień     | Rok  | Miejscowość | Konkurencja      | Zwycięzca            |
| ------- | --------- | ---- | ----------- | ---------------- | -------------------- |
| 1.      | 3 marca   | 1989 | Oberjoch    | jazda po muldach | –                    |
| 17.     | 12 lutego | 1991 | Lake Placid | jazda po muldach | Donna Weinbrecht     |
| 8.      | 13 marca  | 1993 | Altenmarkt  | jazda po muldach | Stine Lise Hattestad |
| 2.      | 18 lutego | 1995 | La Clusaz   | jazda po muldach | Candice Gilg         |

### Puchar Świata

#### Miejsca w klasyfikacji generalnej
- sezon 1986/1987: 7.
- sezon 1987/1988: 14.
- sezon 1988/1989: 5.
- sezon 1989/1990: 12.
- sezon 1990/1991: 14.
- sezon 1991/1992: 8.
- sezon 1992/1993: 27.
- sezon 1993/1994: 17.
- sezon 1994/1995: 7.

#### Miejsca na podium
1. Tignes – 8 grudnia 1986 (jazda po muldach) – 1. miejsce
2. Tignes – 9 grudnia 1986 (jazda po muldach) – 2. miejsce
3. Mont Gabriel – 10 stycznia 1987 (jazda po muldach) – 2. miejsce
4. Breckenridge – 23 stycznia 1987 (jazda po muldach) – 3. miejsce
5. Calgary – 30 stycznia 1987 (jazda po muldach) – 1. miejsce
6. La Clusaz – 23 marca 1987 (jazda po muldach) – 1. miejsce
7. Breckenridge – 23 stycznia 1988 (jazda po muldach) – 1. miejsce
8. Madarao – 30 stycznia 1988 (jazda po muldach) – 2. miejsce
9. La Clusaz – 10 marca 1988 (jazda po muldach) – 1. miejsce
10. Tignes – 9 grudnia 1988 (jazda po muldach) – 1. miejsce
11. Breckenridge – 28 stycznia 1989 (jazda po muldach) – 2. miejsce
12. La Clusaz – 12 lutego 1989 (jazda po muldach) – 1. miejsce
13. Voss – 1 marca 1989 (jazda po muldach) – 1. miejsce
14. Åre – 17 marca 1989 (jazda po muldach) – 3. miejsce
15. Suomu – 23 marca 1989 (jazda po muldach) – 2. miejsce
16. La Plagne – 15 grudnia 1989 (jazda po muldach) – 1. miejsce
17. Mont Gabriel – 6 stycznia 1990 (jazda po muldach) – 3. miejsce
18. Calgary – 28 stycznia 1990 (jazda po muldach) – 2. miejsce
19. La Clusaz – 16 marca 1990 (jazda po muldach) – 3. miejsce
20. La Plagne – 30 listopada 1990 (jazda po muldach) – 1. miejsce
21. Tignes – 6 grudnia 1990 (jazda po muldach) – 2. miejsce
22. Zermatt – 15 grudnia 1990 (jazda po muldach) – 2. miejsce
23. Whistler Blackcomb – 12 stycznia 1991 (jazda po muldach) – 2. miejsce
24. Piancavallo – 19 stycznia 1991 (jazda po muldach) – 2. miejsce
25. Zermatt – 12 grudnia 1991 (jazda po muldach) – 1. miejsce
26. Piancavallo – 17 grudnia 1991 (jazda po muldach) – 3. miejsce
27. La Clusaz – 21 grudnia 1991 (jazda po muldach) – 2. miejsce
28. Lake Placid – 24 stycznia 1992 (jazda po muldach) – 2. miejsce
29. Madarao – 7 marca 1992 (jazda po muldach) – 1. miejsce
30. Altenmarkt – 13 marca 1992 (jazda po muldach) – 1. miejsce
31. Piancavallo – 19 grudnia 1992 (jazda po muldach) – 2. miejsce
32. Whistler Blackcomb – 9 stycznia 1993 (jazda po muldach) – 1. miejsce
33. Le Relais – 30 stycznia 1993 (jazda po muldach) – 2. miejsce
34. La Clusaz – 11 lutego 1993 (jazda po muldach) – 1. miejsce
35. Hasliberg – 20 lutego 1993 (jazda po muldach) – 1. miejsce
36. La Plagne – 25 lutego 1993 (jazda po muldach) – 1. miejsce
37. La Clusaz – 3 lutego 1994 (jazda po muldach) – 2. miejsce
38. La Clusaz – 3 lutego 1994 (jazda po muldach) – 2. miejsce
39. Hundfjället – 8 lutego 1994 (jazda po muldach) – 3. miejsce
40. Kirchberg – 6 marca 1994 (jazda po muldach) – 3. miejsce
41. Hasliberg – 12 marca 1994 (jazda po muldach) – 3. miejsce
42. Tignes – 15 grudnia 1994 (jazda po muldach) – 2. miejsce
43. Tignes – 15 grudnia 1994 (jazda po muldach) – 1. miejsce
44. Whistler Blackcomb – 7 stycznia 1995 (jazda po muldach) – 2. miejsce
45. Whistler Blackcomb – 7 stycznia 1995 (jazda po muldach) – 1. miejsce
46. Breckenridge – 14 stycznia 1995 (jazda po muldach) – 3. miejsce
47. Breckenridge – 14 stycznia 1995 (jazda po muldach) – 1. miejsce
48. Le Relais – 21 stycznia 1995 (jazda po muldach) – 2. miejsce
49. Le Relais – 21 stycznia 1995 (jazda po muldach) – 1. miejsce
50. Lake Placid – 27 stycznia 1995 (jazda po muldach) – 2. miejsce
51. Oberjoch – 3 lutego 1995 (jazda po muldach) – 1. miejsce
52. Oberjoch – 3 lutego 1995 (jazda po muldach) – 2. miejsce
53. Lillehammer – 5 marca 1995 (jazda po muldach) – 2. miejsce
54. Hundfjället – 9 marca 1995 (jazda po muldach) – 1. miejsce
55. Hundfjället – 9 marca 1995 (jazda po muldach) – 3. miejsce

- W sumie 23 zwycięstwa, 22 drugie i 10 trzecich miejsc.